# أبو داود (الدقهلية)
قرية أبو داود هي إحدى القرى التابعة لمركز تمي الأمديد في محافظة الدقهلية في جمهورية مصر العربية. حسب إحصاءات سنة 2006، بلغ إجمالي السكان في أبو داود 18086 نسمة، منهم 9528 رجل و8558 امرأة.

## التاريخ
قرية أبو داود من القرى القديمة، حيث وردت باسم «بو داود» في أعمال الشرقية ضمن قرى الروك الصلاحي التي أحصاها ابن مماتي في كتاب قوانين الدواوين، كما وردت باسم «أبو داود» في أعمال الشرقية ضمن قرى الروك الناصري التي أحصاها ابن الجيعان في كتاب «التحفة السنية بأسماء البلاد المصرية». وفي العصر العثماني وردت باسم «أبو داود» في التربيع العثماني الذي أجراه الوالي العثماني سليمان باشا الخادم في عصر السلطان العثماني سليمان القانوني ضمن قرى ولاية الدقهلية، وفي تاريخ 1228هـ/1813م الذي عدّ قرى مصر بعد المسح الذي قام به محمد علي باشا باسم «أبو داود السباخ» ضمن قرى مديرية الدقهلية، ثم حُذفت كلمة السباخ حديثًا.